# Antoni Oleksicki
Antoni Oleksicki (ur. 13 marca 1950 w Białymstoku, zm. 15 listopada 2020 w Warszawie) – polski historyk i konserwator zabytków.

## Życiorys
Syn Antoniego i Luby. Był absolwentem historii na Uniwersytecie Warszawskim, gdzie uzyskał stopień magistra oraz studiów podyplomowych w zakresie urbanistyki na Politechnice Warszawskiej. Za swoją pracę magisterską pt. „Rozwój przestrzenny Miasta Białegostoku do r. 1863” otrzymał nagrodę im. Herbsta oraz drugą nagrodę w konkursie Ministra Kultury i Sztuki na najlepszą pracę na temat ochrony zabytków. 
W latach 1988–2001 pełnił urząd Białostockiego Wojewódzkiego Konserwatora Zabytków, a po reformie administracyjnej Podlaskiego Wojewódzkiego Konserwatora Zabytków. Oleksicki był autorem czterotomowego „Studium historyczno-urbanistycznego Białegostoku” oraz inicjatorem powstania „Biuletynu Konserwatorskiego Województwa Podlaskiego” na którego łamach publikował liczne artykuły. Publikował również na łamach „Ochrony Zabytków” i „Spotkań z Zabytkami”. 
W latach 2002–2003 był pracownikiem Regionalnego Ośrodka Badań i Dokumentacji Zabytków w Białymstoku (później Pracownia Terenowa NID w Białymstoku).
W 2011 przystąpił do konkursu na urząd Mazowieckiego Wojewódzkiego Konserwatora Zabytków przegrywając z Rafałem Nadolnym. W kolejnych latach pełnił funkcję zastępcy MWKZ, aż do odwołania przez wojewodę 30 czerwca 2018. Pracował również w Biurze Stołecznego Konserwatora Zabytków.
Zmarł 15 listopada 2020 w wieku 70 lat. Został pochowany na Cmentarzu Miejskim przy ul. Wysockiego 63 w Białymstoku.